# Кастро, Себастьян
Себастьян Кастро (нидерл. Sebastiaen Castro, Sebastian a Castro) — фламандский рисовальщик, живописец и гравёр. Один из первых нидерландских художников-маринистов. Работал в Антверпене между 1633 и 1656 годами.

## Биография
О жизни и обучении Себастьяна Кастро известно немного. Было высказано предположение, что он португальского происхождения, из семьи, избежавшей преследований евреев португальской инквизицией в начале 1600-х годов. Возможно, он обучался у Андриса ван Эртфельта, ведущего фламандского художника-мариниста первой половины XVII века, но документальные свидетельства отсутствуют.
Впервые Кастро упоминается в 1633—1634 годах в качестве мастера антверпенской Гильдии Святого Луки. В 1656 году он всё ещё находился в Антверпене, когда был зарегистрирован как присутствующий при распределении движимого имущества отца художников Гаспара ван Эйка и Николаса ван Эйка.
Себастьян Кастро женился в Антверпене 9 января 1636 года на Анне ван Бенеден. После смерти жены он женился вторично на Анне Вюйленс (умерла около 1660 года) в Антверпене 20 октября 1643 года. Считается, что супруги являются родителями Лорейса Кастро (также известного как Лоренцо А. Кастро) (1644—1700), художника-мариниста, ставшего мастером антверпенской Гильдии Святого Луки в 1664—1665 годах и позже активно работавшего в Англии. Если предположение о еврейских корнях семьи верно, то семья, должно быть, обратилась в католичество 20 марта 1644 года, когда новорождённый Лорейс был крещён в приходе Святого Георгия в Антверпене.

## Творчество
Немногие сохранившиеся произведения Себастьяно Кастро, которые известны в настоящее время, охватывают круг сюжетов, типичных для художников-маринистов XVII века, таких как парусные корабли, портовые сцены и морские сражения. Эти работы демонстрируют влияние голландской «тональной живописи», сохраняя при этом типично фламандские стилевые элементы, как например, в картине «Испанские корабли на якоре» (Национальный морской музей, Гринвич). Тональное решение картины, низкий горизонт и нагромождение облаков на дальнем плане демонстрируют голландское влияние, в то время как более театральное освещение и схематическое изображение кораблей остаются характерно фламандскими.

## Галерея
- Торговые суда у побережья
- Битва между галеасами и галерами в Средиземноморье. Национальный морской музей, Гринвич, Лондон
- Испанские корабли на якоре. Между 1633 и 1656. Холст, масло. Национальный морской музей, Гринвич, Лондон
- Сцена в гавани, испанские корабли приближаются к пристани. Между 1633 и 1656. Холст, масло. Национальный морской музей, Гринвич, Лондон
- Голландское торговое судно в неспокойных водах у скалистого берега, киты поблизости. Между 1633 и 1656. Дерево, масло. Частное собрание